# Grein
Grein ist eine oberösterreichische Stadtgemeinde im Unteren Mühlviertel im Bezirk Perg.
Mit einer Fläche von 18,42 Quadratkilometern und mit 2912 Einwohnern (Stand 1. Jänner 2024) ist Grein flächenmäßig die fünfzehntgrößte und bezogen auf die Einwohneranzahl die siebtgrößte Gemeinde des Bezirks. Grein ist seit 1491 die drittälteste Stadt des Mühlviertels und Hauptort des Strudengaus.
Die Stadt war bis Ende 2002 Standort des ehemaligen Bezirksgerichts Grein, das für die zehn Gemeinden des Gerichtsbezirks Grein zuständig war. Seit Beginn des Jahres 2003 gehört Grein zum Gerichtsbezirk Perg, das zuständige Bezirksgericht befindet sich seither in der Bezirkshauptstadt Perg.

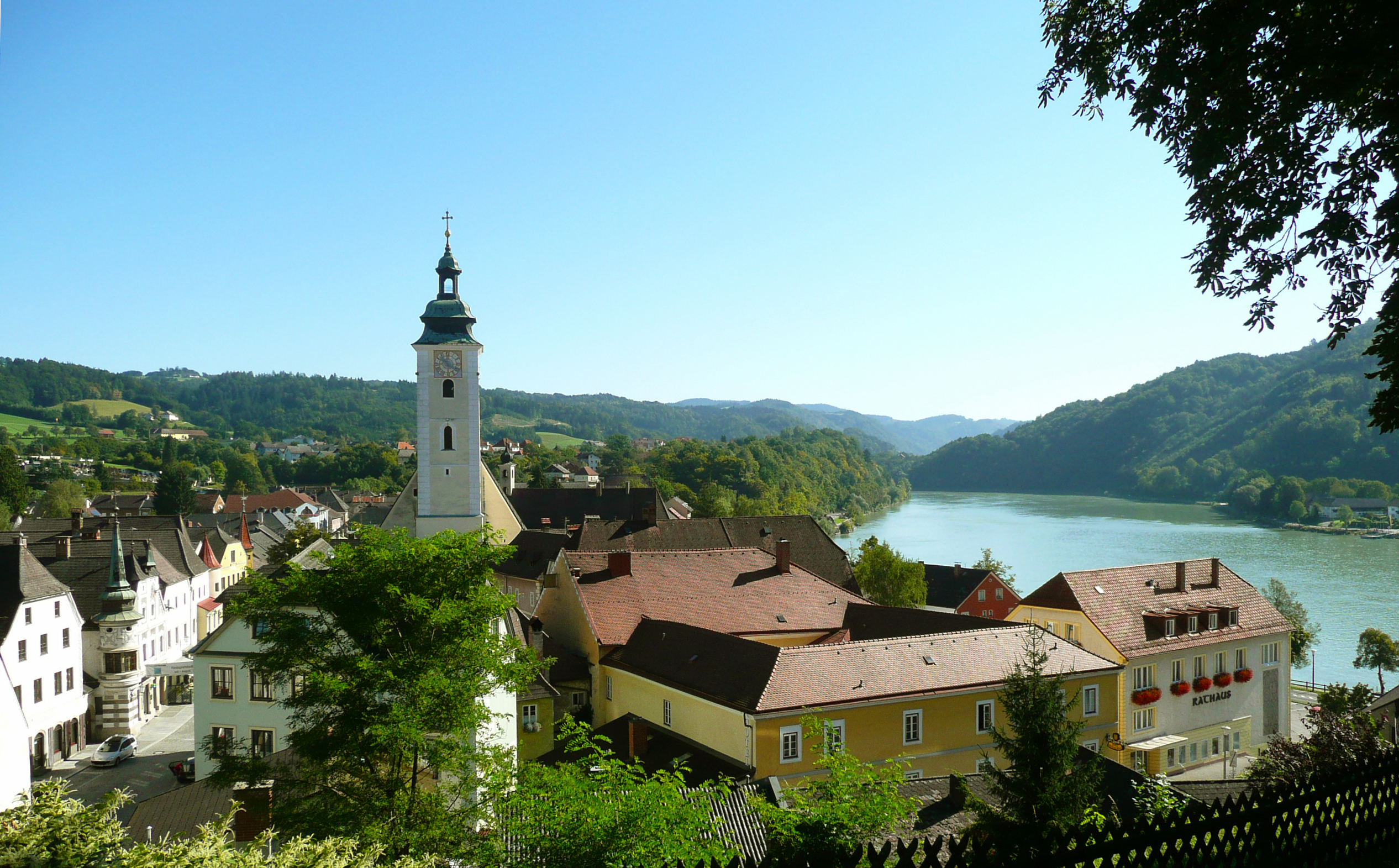
Grein und Donau

## Geografie
Das Ortszentrum von Grein befindet sich 55 Kilometer östlich der Landeshauptstadt Linz in einer kleinen Weitung des in diesem Abschnitt engen Donautals. Die unmittelbar an der Donau gelegene Stadt ist die östlichste Stadt in Oberösterreich.
Das Gemeindegebiet bedeckt eine Fläche von 18,42 Quadratkilometern. Die größte Ausdehnung in Ost-West-Richtung beträgt 5,5 und in Nord-Süd-Richtung 7,2 Kilometer.
Die höchste Erhebung befindet sich nordöstlich des Ortszentrums in der Nähe der Greiner Straße und des Gehöfts Grubsteiner auf rund 534 m ü. A. und die tiefste Stelle an der Grenze zur Nachbargemeinde St. Nikola an der Donau auf rund 234 m ü. A. Das Zentrum Greins liegt auf 239 m ü. A., womit die Stadt die tiefstgelegene Stadt in Oberösterreich ist.
Grein gehört zum Granit- und Gneisplateau, dem österreichischen Anteil der Böhmischen Masse. Aus geologischer und geomorphologischer Sicht sowie unter Aspekten der Raumnutzung liegt der nördliche, größte Teil des Gemeindegebietes in der oberösterreichischen Raumeinheit Aist-Naarn-Kuppenland, während der Hauptsiedlungsraum entlang der Donau in die Raumeinheit Donauschlucht und Nebentäler fällt. Im Westen hat die Gemeinde einen kleinen Anteil an der Raumeinheit Südliche Mühlviertler Randlagen.
Der Untergrund der Gemeinde besteht aus Weinsberger Granit, der in Granitstein- oder Schotterbrüchen abgebaut wird.
Grein war im 20. und 21. Jahrhundert ebenso wie in den vorangegangenen Jahrhunderten von Hochwasserkatastrophen betroffen. In den letzten Jahrzehnten wurde viel in den Hochwasserschutz investiert. Weitere Schutzmaßnahmen werden im Rahmen des Hochwasserschutzprojektes Machland Nord verwirklicht.
Nennenswertes Stillgewässer ist ein mittelgroßer Teich im Lettental, ansonsten gibt es nur Fisch- oder Löschwasserteiche. Die Fließgewässer sind kleinere Bäche, die sich vor der Mündung in die Donau vereinigen. Dazu zählen insbesondere der Kempbach mit der Wolfsschlucht der mit dem Schallahofer- und dem Rinnaubach den Kreuznerbach bildet.
Im Osten der Gemeinde befindet sich der Gießenbach, der im Unterlauf die Stillensteinklamm bildet, bevor er in die Donau mündet. Die Verteilung der Flächennutzung zeigt, dass die land- und forstwirtschaftlichen Nutzflächen 47 % ausmachen und 37,8 % der Gemeindefläche bewaldet sind.

### Gemeindegliederung
| Katastralgemeinden                                       | Ortschaften in der Gemeinde |
| -------------------------------------------------------- | --- |
| Grein (3,52 km²) Lettental (6,24 km²) Panholz (8,65 km²) | Dornach (ZH) · Grein (Stt) · Greinburg (Stt) · Herdmann (ZH) · Lehen (ZH) · Lettental (ZH) · Oberbergen (ZH) · Panholz (ZH) · Ufer (Stt) · Würzenberg (ZH) |
| Legende                                                  | |

| In der Spalte Katastralgemeinden sind sämtliche Katastralgemeinden einer Gemeinde angeführt. In der Klammer ist die jeweilige Fläche in km² angegeben. |
| In der Spalte Ortschaften sind sämtliche von der Statistik Austria erfassten Siedlungen, die auch eine eigene Ortschaftskennziffer aufweisen, angeführt. In der Hierarchieebene derselben Spalte, rechts eingerückt, werden nur Ansiedlungen, die mindestens aus mehreren Häusern bestehen, dargestellt. Die wichtigsten der verwendeten Abkürzungen sind: - M = Hauptort der Gemeinde - Stt = Stadtteil - R = Rotte - W = Weiler - D = Dorf - ZH = Zerstreute Häuser - Sdlg = Siedlung - Hgr = Häusergruppe - E = Einzelgehöft (nur wenn sie eine eigene Ortschaftskennziffer haben) Die komplette Liste der Statistik Austria ist in: Topographische Siedlungskennzeichnung nach STAT Zu beachten ist, dass manche Orte unterschiedliche Schreibweisen haben können. So können sich Katastralgemeinden anders schreiben als gleichnamige Ortschaften bzw. Gemeinden. Quelle: Statistik Austria – |

Die Stadt Grein besteht aus den drei Katastralgemeinden Grein, Lettental und Panholz.
Die Stadtgemeinde gliedert sich in die Ortsteile (in Klammern Einwohnerzahl Stand 1. Jänner 2024):
- Dornach (55)
- Grein (2092)
- Greinburg (114)
- Herdmann (69)
- Lehen (98)
- Lettental (158)
- Oberbergen (68)
- Panholz (100)
- Ufer (143)
- Würzenberg (15)

### Nachbargemeinden
|       | Bad Kreuzen                                 |                         |
|       | Kompassrose, die auf Nachbargemeinden zeigt | St. Nikola an der Donau |
| Saxen | Ardagger (NÖ)                               | Neustadtl (NÖ)          |

## Geschichte
Unter den Babenbergern blühte Grein dank des regen Schiffsverkehrs auf der Donau auf. Die stromabwärts gelegene Stromenge machte Grein zu einem bedeutenden Donauort. Grein hatte geprüfte Nauführer und geschworene Lotsen. Im Jahr 1147 wurde Grein anlässlich der Gründung des Klosters Säbnich (später Stift Waldhausen) erstmals urkundlich erwähnt. 1220 bis 1240 war Grein (Grine, Griene) der Sitz des babenbergischen Amtsmanns und somit landesfürstlich, um 1250 ging dieses Amt auf die „Burg Werfenstein im Machlande“ über, und Grein war bis zur Übergabe an die Prueschenken 1489 der nahen Burgherrschaft Werfenstein untertänig.
Im 14. und 15. Jahrhundert bestand an der Donau die Burg Kosenburg. Erhalten blieb der Burgstall oberhalb eines Steilabfalls in der Ortschaft Dornach.
Die Böhmenkriege, die unter anderem Waldhausen im Strudengau und Klam vernichteten, bedrohten auch Grein. 1476 ging Grein bei der siegreichen Schlacht des Bernhard von Scherffenberg in Flammen auf. Der Krieg mit König Matthias Corvinus schädigte Grein, und da damals die Burg noch nicht stand, wurde die Pfarrkirche wehrhaft gemacht. Noch um 1490 war der Ort nicht völlig wieder aufgebaut, dennoch konnte mit dem Bau der Greinburg begonnen und das kostbare Greiner Marktbuch in Auftrag gegeben werden. 1491 erhob Kaiser Friedrich III. den Markt zur Stadt. Dies änderte aber nichts an der tatsächlichen Lage Greins, die den Burgherren untertänig blieb.

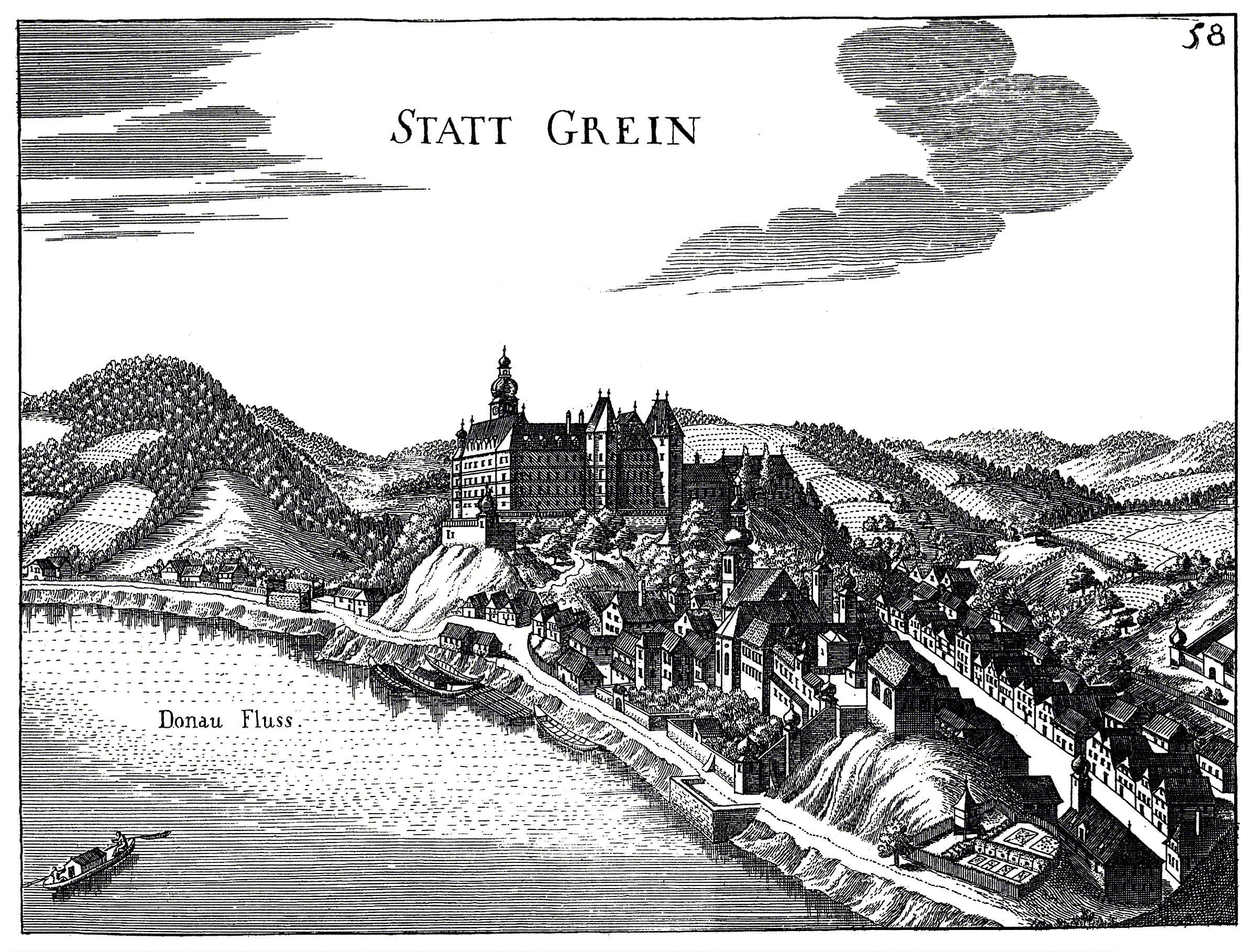
Kupferstich von Georg Matthäus Vischer (um 1674)

Der spätere Landeshauptmann von Oberösterreich und Burgherr von Grein, Hans Jakob Löbl (1592–1602), führte tatkräftig die Gegenreformation durch, die Bürger waren damals zu einem Großteil lutherisch, und 1599 mussten Bürger die Stadt wegen ihrer Religion verlassen. Um 1563 war das von Kurz und Canaval erbaute Rathaus fertig, der achteckige Steinbrunnen am Rathausplatz wurde um 1600 vollendet (Kaspar Alexandrin aus Trient).
Die Bauernunruhen gingen an Grein glimpflich vorüber. Das Franziskanerkloster wurde 1622 vom Schlossherrn, Grafen Leonhard Helfried von Meggau, begründet. 1642 verheerte ein großer Brand Grein. Als Durchzugsort von Truppen litt Grein wiederholt Schaden, u. a. in der Zeit, als die Ysper Grenze gegen Ungarn war, weiters während der Türken- und Franzosenkriege. Das berühmte Streifkorps des Oberstleutnants Scheibler gegen die Franzosen war vom 4. bis 8. Juni 1809 in Grein stationiert und übte von hier kühne Überfälle aus.
Seit 1918 gehört der Ort zum Bundesland Oberösterreich. Nach dem Anschluss Österreichs an das Deutsche Reich am 13. März 1938 gehörte der Ort zum Gau Oberdonau. Im Jahr 1944 und im Februar 1945 befand sich im Lettentalkeller in Grein ein Außenlager des KZ Mauthausen, in dem etwa 120 KZ-Häftlinge zu diversen Bau- und Fertigungstätigkeiten herangezogen wurden. Nach 1945 erfolgte die Wiederherstellung Oberösterreichs. 1945 lag Grein kurze Zeit in der amerikanischen und ab 9. Mai 1945 bis 1955 in der sowjetischen Besatzungszone.

### Namensherkunft
Der Name der Stadt wird üblicherweise von „Grin“ – Geschrei – abgeleitet, entweder vom Lärm des Strudels und Wirbels oder von den Hilferufen gefährdeter Schiffsleute. Dabei könnte es sich jedoch um eine volksetymologische Deutung handeln. In Diskussion sind unter anderem die indogermanische Wurzel krem („schneiden“), die den zahlreichen Krems-Flüssen zugrunde liegt, oder auch eine slawische Quelle.

### Bevölkerungsentwicklung
Im Jahr 1783 zählte Grein 1338 Einwohner in rund 240 Häusern. 1809 wurde die Anzahl der Einwohner mit 1439 angegeben.
Im Jahr 1869 wohnten im Gemeindegebiet 1919 Menschen. Bis 1939 stieg die Einwohnerzahl nur gering auf 2.185. Zwischen 1939 und 1951 stieg die Einwohneranzahl aufgrund von Eingemeindungen sprunghaft auf mehr als 2500 Einwohner. Bis 2008 ist ein stetiges Wachstum zu verzeichnen, seither sinkt die Einwohneranzahl. Bei der Volkszählung 2001 hatte Grein 3109 Einwohner und 2008 wurde mit 3144 der bisher höchste Stand erreicht.
Bei der Volkszählung 2001 betrug der Anteil der Einwohner, die 60 Jahre und älter waren 23,4 %, während 18,3 % unter 15 Jahre alt waren. Der Anteil der weiblichen Bevölkerung lag bei 51,3 %.
Von den 2541 Bewohnern Greins, die 2001 älter als 15 Jahre waren, hatten 5 % eine Universität, Fachhochschule oder Akademie abgeschlossen und 9,2 % eine Matura absolviert. 46,7 % verfügten über einen Lehrabschluss oder den Abschluss einer berufsbildenden mittleren Schule. 39,1 % der relevanten Bevölkerungsgruppe hatten die Pflichtschule als höchsten Abschluss.

### Sprache und Staatsbürgerschaft
Der deutsche Dialekt, der im Raum Grein sowie im größten Teil Oberösterreich allgemein gesprochen wird, ist das Ostmittelbairische. 93,8 % der Greiner gaben 2001 Deutsch als Umgangssprache an. 0,9 % sprachen kroatisch und 0,5 % türkisch oder ungarisch, der Rest andere Sprachen.
Der Anteil der Greiner mit ausländischer Staatsbürgerschaft lag 2001 mit 5 % unter dem Durchschnitt Oberösterreichs. Dabei hatten 0,7 % der Greiner Bevölkerung eine Staatsbürgerschaft aus Bosnien und Herzegowina, 0,4 % eine aus Deutschland oder Kroatien und 3,5 % aus anderen Ländern der Welt. Insgesamt waren 2001 etwa 6,4 % der Greiner im Ausland geboren.

### Religion
Bei der Volkszählung 2001 haben 2833 Personen (91,1 %) römisch-katholisch als Religionsbekenntnis angegeben, 46 (1,5 %) orthodox, 33 (1,1 %) evangelisch, 30 (1 %) islamisch und 80 andere Glaubensrichtungen. 87 (2,8 %) Greiner haben sich zu keiner Religion bekannt.
Die römisch-katholische Pfarre Grein gehört zum Dekanat Grein, umfasst etwa das Gebiet der politischen Gemeinde und zählt 2939 Gläubige. Die Mitglieder der evangelischen Kirche gehören zur Pfarrgemeinde Enns.

## Kultur und Sehenswürdigkeiten
- Schloss Greinburg ist eines der ältesten Wohnschlösser Österreichs aus den Jahren 1491 bis 1495. Unter Graf Leonhard Helfrich von Meggau erhielt es im frühen 17. Jahrhundert seine jetzige geschlossene Form. Sehenswert sind der harmonische dreigeschoßige Renaissance-Arkadenhof, die Prunkräume, die Kapelle mit dem Marmoraltar und das steinerne Theater Sala terrena. Im Schloss befindet sich auch das „Oberösterreichische Schifffahrtsmuseum“. Das Schloss ist seit 1823 im Besitz der Familie von Sachsen-Coburg und Gotha.
- Pfarrkirche Grein: spätgotische, jedoch stark erneuerte Hallenkirche. Barocker Hochaltar von 1749 mit einem Altarbild von Bartolomeo Altomonte, das den Kirchenpatron, den heiligen Ägidius, mit einer Hirschkuh zeigt.
- Franziskanerkloster Grein
- Ortskern: Im historischen Stadtzentrum befinden sich vorwiegend zwei- und dreigeschoßige Bürgerhäuser  mit überwiegend barocken Fassaden auf  lang  gestreckten mittelalterlichen  Parzellen.  In vielen dieser Häuser sind noch spätmittelalterliche Bauteile erhalten. Viele  Um- und  Neubauten fanden im 16.  und  17. Jahrhundert statt,    vor   allem   nach   dem   Stadtbrand  von 1642. Sehenswert sind das Alte Rathaus, das ehemalige Schiffsmeisterhaus   mit dem Arkadenhof und der Stadtbrunnen.
- Altes Rathaus (1563), bis heute in seiner ursprünglichen Form erhalten. Ursprünglich ein Getreidespeicher wurde das Gebäude 1791 in ein Bürgertheater (heute: Stadttheater) umgewandelt. Im Rahmen der Greiner Sommerspiele finden nach wie vor regelmäßig Aufführungen statt.
- Stadttheater Grein: Rokoko-Bau von 1791, ältestes original erhaltenes bürgerliches Theater Österreichs. Es beherbergt auch eine Theaterausstellung.
- Die Kaffeesiederei Blumensträußl befindet sich in einem der ältesten Häuser, Innen-Einrichtung im Biedermeier-Stil
- Gobelwarte, Aussichtsplattform
- Eisenbahn-Viadukt der Donauuferbahn mit sieben Bögen über den Gießenbach am Eingang zur Stillensteinklamm
- Museum im Schloss Greinburg: Oberösterreichisches Schifffahrtsmuseum, das Museum gibt einen Überblick über die Entwicklung der Schifffahrt auf der Donau.

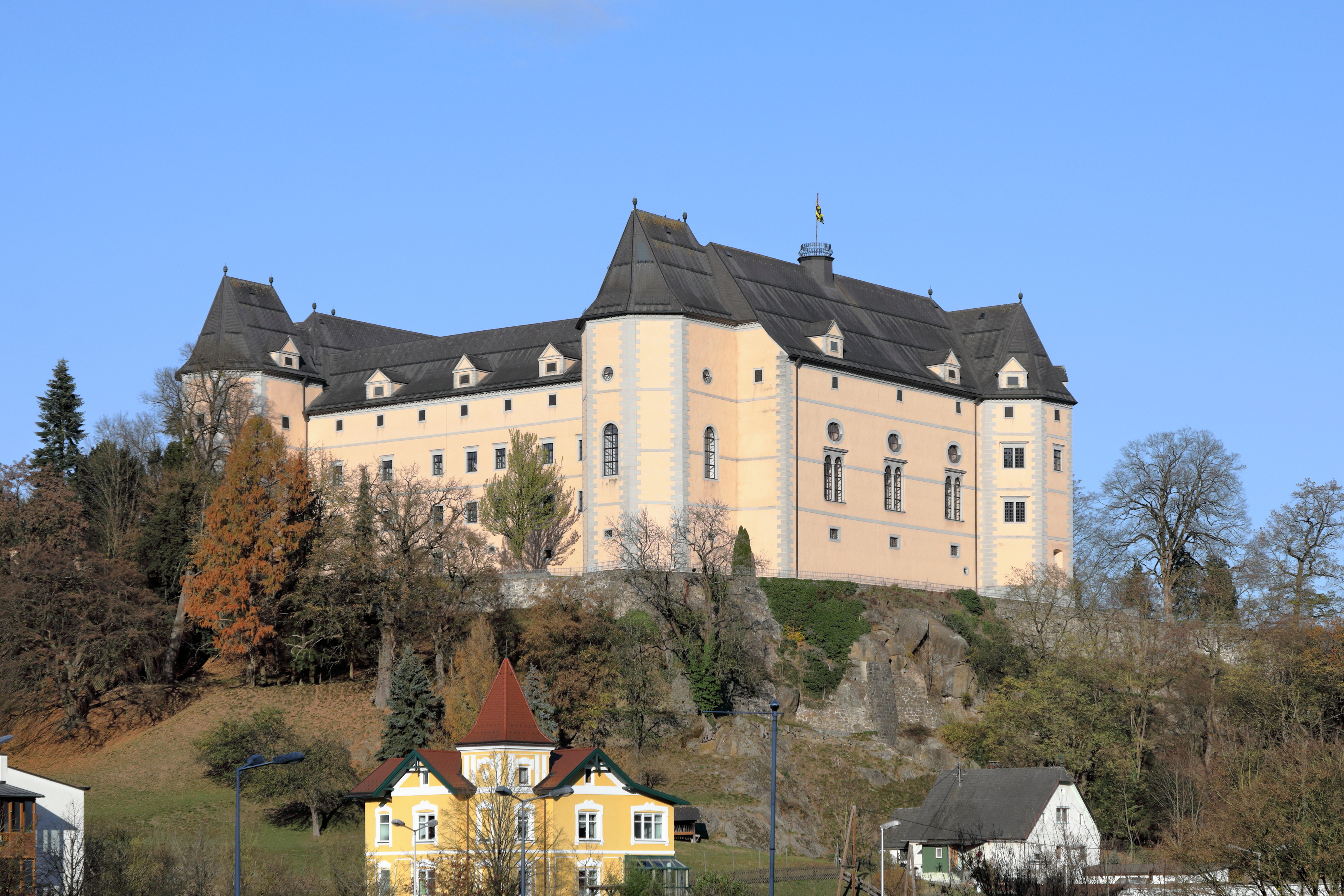
Schloss Greinburg
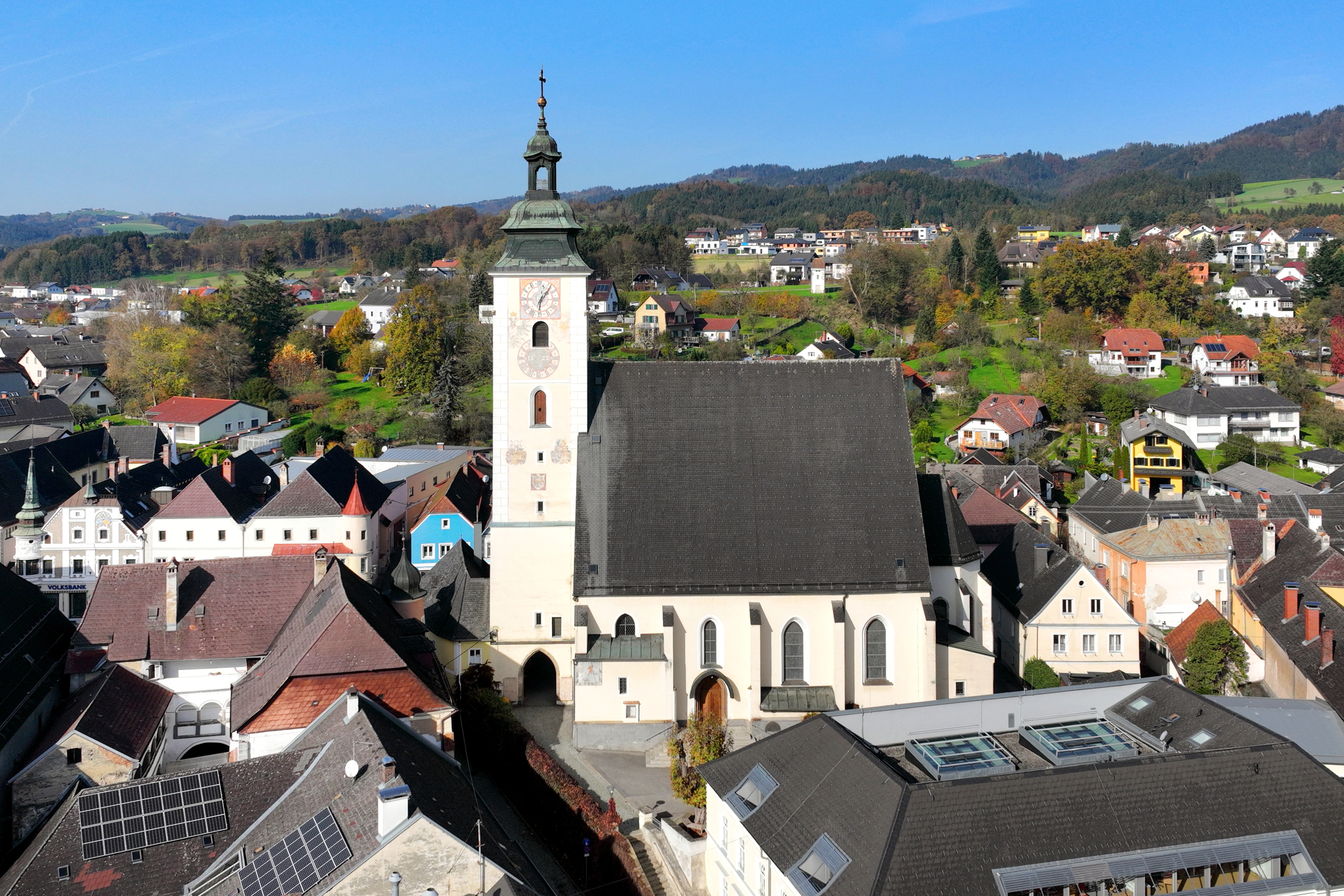
Stadtpfarrkirche St. Ägidius
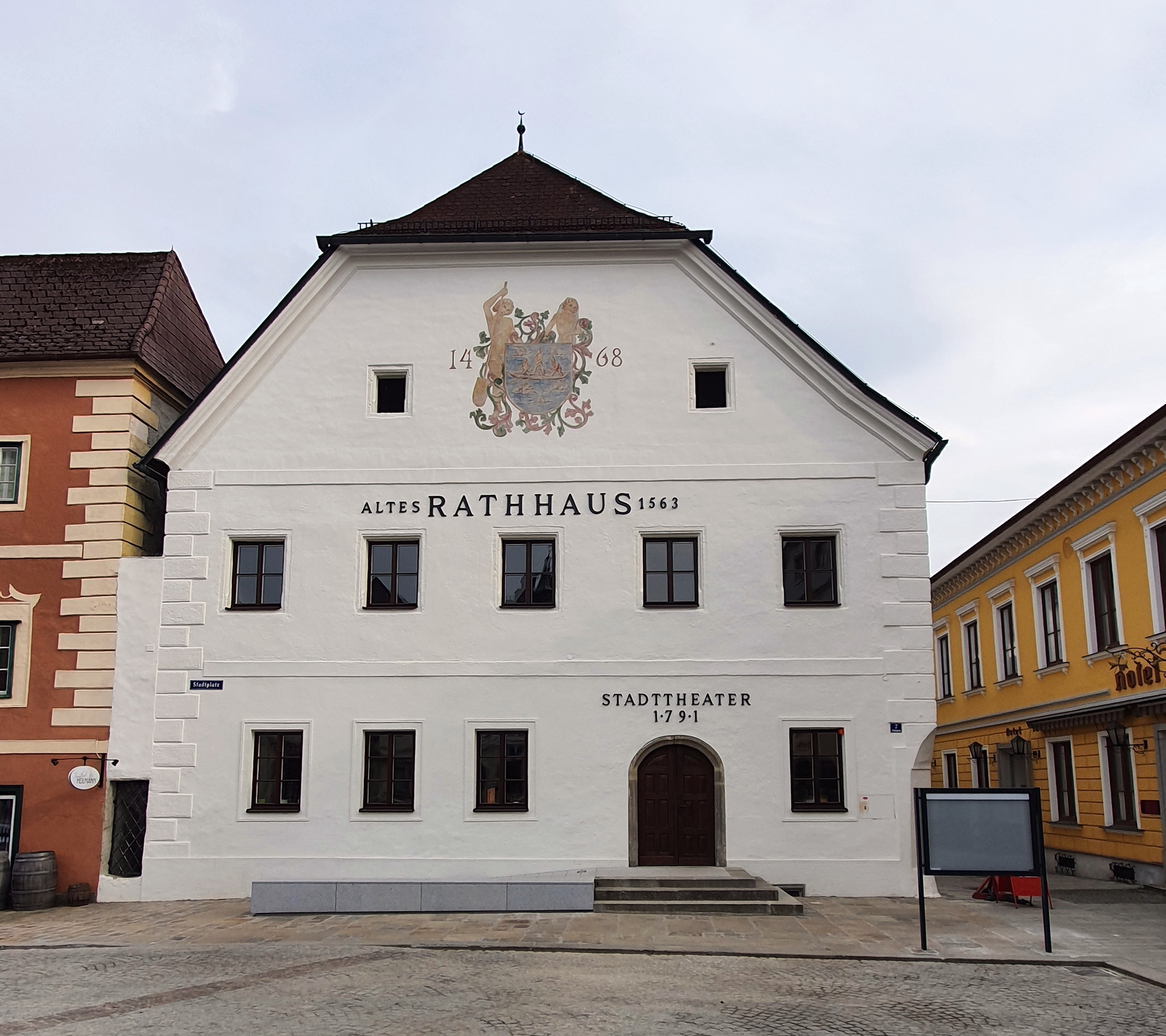
Altes Rathaus und Stadttheater
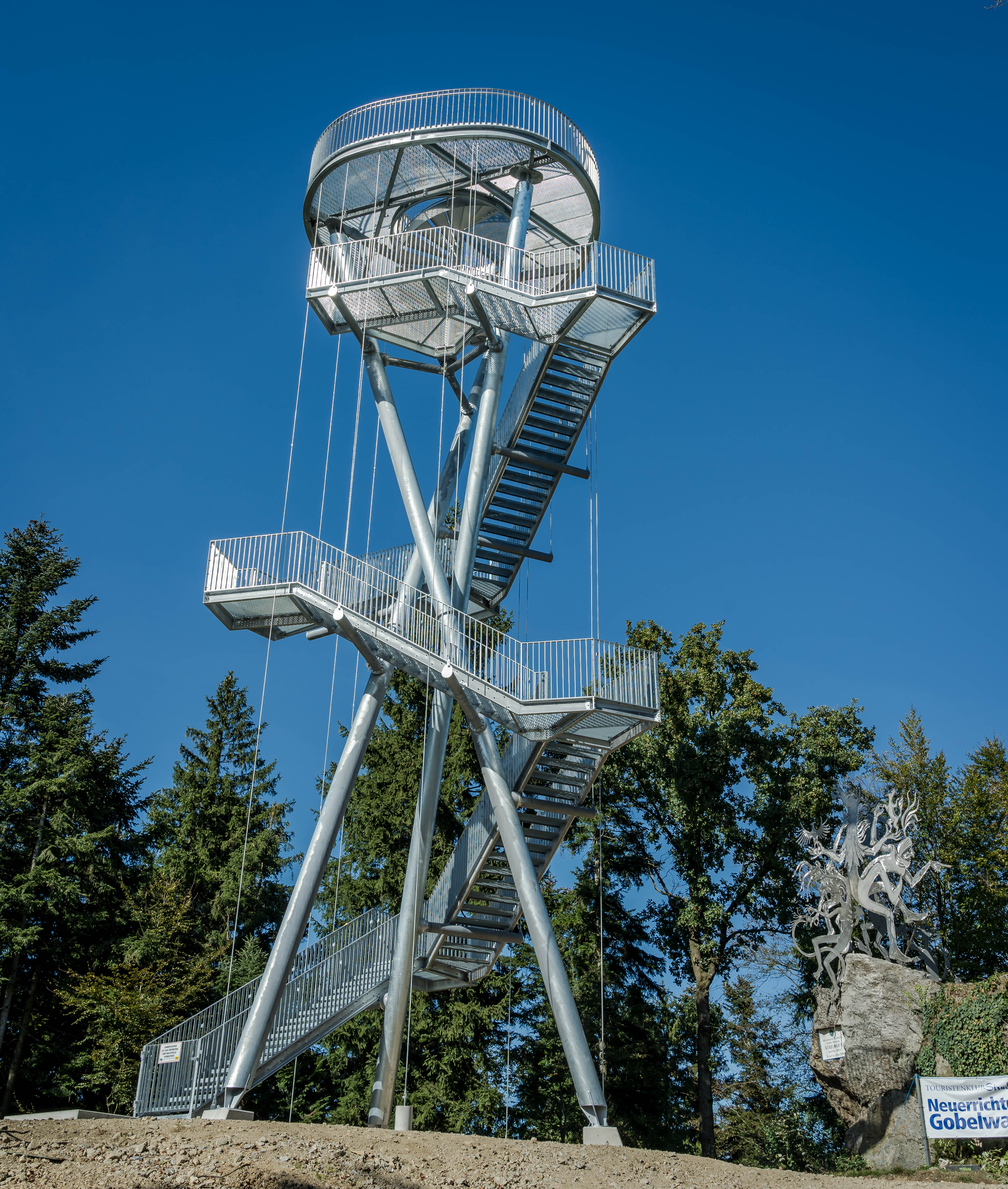
Neue Gobelwarte

### Naturdenkmäler
- Waldlandschaft der Donau mit ihrer Verengung am Eingang des Strudengaus
- Stillensteinklamm am Gießenbach, eine 200 Meter tiefe Klamm mit eindrucksvollen Gesteinsformationen 2 km östlich des Ortskerns.
- Der Marienstein in Grein und eine Eiche in der Kaiser-Friedrich-Straße sind im Naturschutzbuch der oberösterreichischen Landesregierung als Naturdenkmäler ausgewiesen.[10]

### Regelmäßige Veranstaltungen
- Neben den alljährlichen Sommerspielen finden im Stadttheater Grein auch Sprechtheater, Liederabende, Konzerte sowie Dichterlesungen statt.
- Die Greinburg ist fixer Veranstaltung der seit 1995 stattfindenden Donaufestwochen im Strudengau.
- Seit 2011 findet im Stadtkino Grein Österreichs einziges Videokunstfestival danubeVIDEOARTfestival statt.

## Wirtschaft und Infrastruktur
| Das mittlere Bruttoeinkommen der in Grein arbeitenden Erwerbstätigen belief sich im Jahr 2006 auf monatlich 1716 Euro und lag damit leicht unter dem oberösterreichischen Durchschnitt. Im Bezirksvergleich belegte Grein damit den 11. Rang. Während die männlichen Angestellten 2836 Euro verdienten, kamen die Arbeiterinnen auf weniger als 1000 Euro. Einschließlich der Auspendler wird in etwa das oberösterreichische Durchschnittseinkommen von 1761 Euro erreicht. Im Bezirksvergleich befanden sich die Männer dabei auf Platz 5, während die Frauen Platz 13 einnahmen. Grein ist Standort zahlreicher Fachgeschäfte und Dienstleistungsbetriebe. Von den rund 1400 Erwerbstätigen, die 2011 in Grein wohnten, arbeiteten 550 in der Stadtgemeinde und 850 pendelten aus. Von den umliegenden Gemeinden pendelten 900 Menschen zur Arbeit nach Grein. | Die zur Anzeige dieser Grafik verwendete Erweiterung wurde dauerhaft deaktiviert. Wir arbeiten aktuell daran, diese und weitere betroffene Grafiken auf ein neues Format umzustellen. (Mehr dazu) |

### Verkehr
- Straße: Grein liegt an der Donau Straße (B 3) und an der Donauuferbahn. Die nächstgelegene Anschlussstelle an die West Autobahn befindet sich südlich bei Amstetten West, wobei die Anfahrtszeit für die 15 Kilometer lange Strecke rund 20 Minuten beträgt.
- Es gibt eine öffentliche Postbusverbindung nach Amstetten (Fahrzeit 29 Minuten) bzw. nach Waldhausen im Strudengau.
- Schifffahrt: Bedeutend für die Stadt ist auch der Schiffsverkehr auf der Donau.

### Öffentliche Einrichtungen
Grein ist Sitz einer Polizeiinspektion und war von 1850 bis 2002 auch Sitz eines Bezirksgerichts. Mit 1. Jänner 2005 wurde der Gerichtsbezirk Grein mit jenem von Perg zusammengelegt. Die regionale Straßenmeisterei ist für die ehemaligen Bundesstraßen sowie die Landes- und Bezirksstraßen zuständig.
Im Gemeindegebiet sorgt die 1871 gegründete Freiwillige Feuerwehr Grein für Brandschutz und allgemeine Hilfe.

### Bildung
Grein verfügt im Pflichtschulbereich über eine Volks- und eine Hauptschule sowie eine Polytechnische Schule. Die Hauptschule hat den Schwerpunkt Informationstechnologie.
Einrichtungen für Erwachsenenbildung (Volkshochschule, Katholisches Bildungswerk) und eine Landesmusikschule ergänzen das Bildungsangebot. Die öffentliche Bücherei der Pfarre steht für alle Bürger zur Verfügung.

### Medien
Über die lokalen Ereignisse berichten die in Oberösterreich erscheinenden Tageszeitungen, insbesondere die Oberösterreichischen Nachrichten und die Oberösterreich-Ausgabe der Kronenzeitung.
Als regionale Wochenzeitungen erscheinen die Tips Perg und die BezirksRundSchau Perg.
Das Amtsblatt Gemeindenachrichten der Stadtgemeinde Grein wird vierteljährlich herausgegeben.
Der regionale Fernsehsender Grein.TV mit Sitz in der Stadt Grein berichtet wöchentlich über aktuelle wirtschaftliche, kulturelle sowie politische Ereignisse aus der Region Strudengau.

## Politik

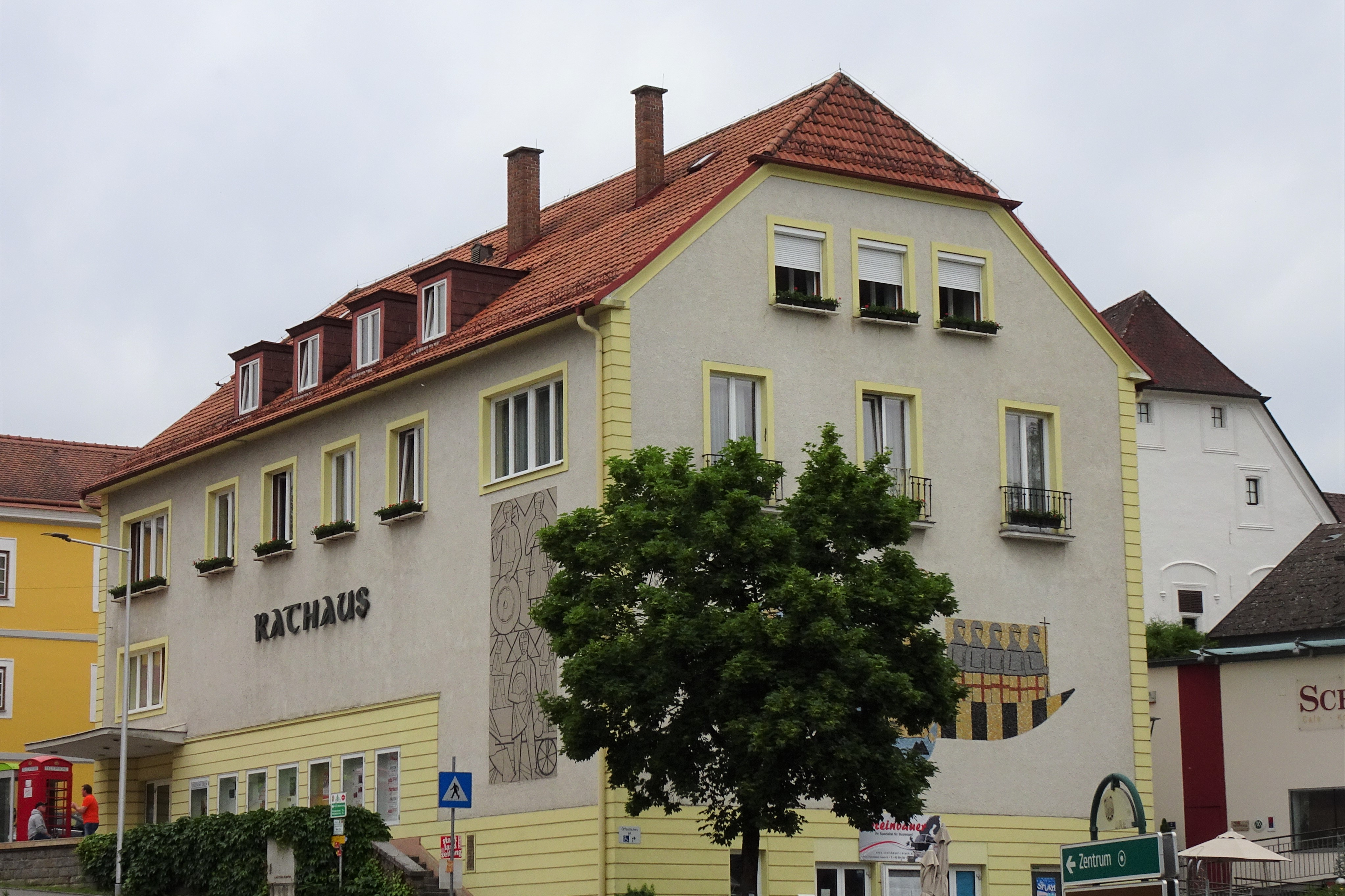
Rathaus

### Gemeinderat
Der Gemeinderat hat 25 Mitglieder.
- Mit den Gemeinderats- und Bürgermeisterwahlen in Oberösterreich 2003 hatte der Gemeinderat folgende Verteilung: 12 SPÖ, 11 ÖVP, 1 FPÖ, und 1 BLG (Bürgerliste Grein).
- Mit den Gemeinderats- und Bürgermeisterwahlen in Oberösterreich 2009 hatte der Gemeinderat folgende Verteilung: 12 SPÖ, 10 ÖVP, und 3 BLG.
- Mit den Gemeinderats- und Bürgermeisterwahlen in Oberösterreich 2015 hatte der Gemeinderat folgende Verteilung: 14 ÖVP, 8 SPÖ, und 3 FPÖ.[15]
- Mit den Gemeinderats- und Bürgermeisterwahlen in Oberösterreich 2021 hat der Gemeinderat folgende Verteilung: 15 ÖVP, 7 SPÖ und 3 FPÖ.[16]

### Bürgermeister
Bürgermeister seit 1850 waren:
- 1850–1859 Jakob Walchshofer
- 1859–1861 Franz Stark
- 1861–1864 Matthäus Schartmüller
- 1864–1867 Jakob Christ
- 1867–1870 Ferdinand Werthgarner
- 1970–1872 Franz Wagenthaller
- 1872–1872 Jakob Christ
- 1872–1877 Johann Schmid
- 1877–1882 Johann Poyhsl
- 1882–1883 Ignaz Schwaiger
- 1883–1885 Franz Wagner
- 1885–1894 Franz Schwarz
- 1894–1897 Ignaz Schwaiger
- 1897–1934 Johann Gürtler
- 1934–1935 Johann Saliger
- 1935–1938 Karl Gschaider
- 1938–1945 Karl Jent
- 1945–1946 Konrad Rametsteiner
- 1946–1949 Karl Gürtler
- 1949–1957 Georg Altwirth
- 1957–1973 Josef Grell
- 1973–1991 Leopold Hainzl
- 1991–1997 Leopold Nothnagel
- 1997–2008 Rupert Lehner
- 2008–2015 Manfred Michlmayr (SPÖ)
- seit 2015 Rainer Barth (ÖVP)[18]

### Gemeindepartnerschaften
- seit ? Neckarsteinach/Landkreis Bergstraße, Hessen (D)
- seit ? Frauenberg/Hluboka, Südböhmen bei Budweis (Tschechien)
- seit ? Götzis, Vorarlberg

Belege siehe

### Wappen
Blasonierung (offiziell): In Silber zwischen fünf schwarzen Felsen auf blauen Wellen eine naturfarbene (gelbbraune) „Hohenauerin“; zwei an Gransel und Stoier (Bug und Heck) stehende Schiffleute in mittelalterlicher roter und grüner Kleidung rudern die Klobzille nach den Angaben des am Dach des Schiffes stehenden und mit ausgestreckten Armen zeigenden Naufergen durch die Stromhindernisse.
Die Gemeindefarben sind Grün-Rot.

## Persönlichkeiten

### Söhne und Töchter der Gemeinde
- Johannes Tichtel (* um 1445/50; † um 1503/06): österreichischer Arzt und Humanist
- Hans Jakob Löbl (* um 1555; † 11. Oktober 1602): Truchsess unter den habsburgischen Kaisern Maximilian II. und Rudolf II.; Landeshauptmann von Oberösterreich
- Franz Xaver Amand Berghofer (* 1745; † 1825): österreichischer Schriftsteller, Pädagoge und Philosoph, wurde zeitweise von einer Freimaurerloge finanziell unterstützt und unter anderem „Philosoph im Helenental“ sowie „österreichischer Rousseau“ genannt
- Johann Gürtler (* 1868; † 1936): Bürgermeister von Grein (1897 bis 1934) und Nationalratsabgeordneter (1919 bis 1934), Ehrenbürger der Stadt Grein und Träger des Goldenen Verdienstkreuzes sowie Träger des silbernen Ehrenzeichens für Verdienste um die Republik Österreich.
- Hans Wunder (* 1886; † 1962): Pädagoge, Maler und Grafiker
- Friedrich Schober (* 1904; † 1971): Historiker
- Karl Mostböck (* 1921 in Grein; † 2013): lebte in Steyr; technischer Grafiker in den Steyr-Werken und einer der bedeutendsten österreichischen Maler des Informel mit Werken in in- und ausländischen Sammlungen; Ehrenbürger von Steyr.
- Josef Waidhofer (* 1923 in Grein; † 1986): österreichischer Beamter und Politiker
- Karl Hohensinner (* 1967): Germanist und Historiker

### Ehrenbürger der Gemeinde
- Leopold Höller (Vizebürgermeister a. D., Kulturreferent a. D.)
- Rupert Lehner (Bürgermeister a. D.)
- Friedrich Kloibhofer (Vizebürgermeister a. D.)
- Dechant Berthold Müller (Pfarrer a. D.)

### Ehrenringträger der Gemeinde
- Anton Pfeiffer (Stadtamtsleiter a. D., Feuerwehrkommandant a.D)
- Michael Gert (Leiter der Sommerspiele)
- Karl Diwold (Obmann GV Liederkranz Grein)
- Christine Geirhofer (Prinzipalin der Greiner Dilettanten)
- Walter Edtbauer (Obmann Kulturverein Grein / Präsident Kulturforum Donauland Strudengau)

### Personen mit Bezug zur Gemeinde
- Herzogliche Familie Sachsen-Coburg und Gotha: Inhaber von Schloss Greinburg, welches ihr Ahnherr Herzog Ernst I. im Jahr 1823 als Privatbesitz erwarb
- Victoria Adelheid Herzogin von Sachsen-Coburg und Gotha (* 1885; † 1970, auf Schloss Greinburg): deutsche Prinzessin und durch Heirat Mitglied der britischen Königsfamilie
- Johann Leopold von Sachsen-Coburg und Gotha (* 1906; † 1972): deutscher Adliger, starb auf Schloss Greinburg
- Friedrich Josias von Sachsen-Coburg und Gotha (* 1918; † 1998): deutscher Kaufmann, Chef des Hauses Sachsen-Coburg und Gotha; Ehrenbürger der Stadt Grein seit dem 23. November 1988 für Verdienste bei der Restaurierung von Schloss Greinburg;